# Jordan Ferri
Jordan Ferri, född 12 mars 1992, är en fransk fotbollsspelare som spelar för franska Montpellier. 

## Karriär
Ferri debuterade för Lyon i Ligue 1 den 12 december 2012 mot AS Nancy (1–1), där han byttes in i den 30:e minuten mot Anthony Réveillère.
I november 2018 lånades Ferri ut till Nîmes på ett låneavtal över resten av säsongen 2018/2019. I juni 2019 värvades Ferri av Montpellier, där han skrev på ett fyraårskontrakt. I januari 2022 förlängde Ferri sitt kontrakt i klubben.